# Anne Perry
Pour les articles homonymes, voir Perry et Hulme (homonymie).
Ne doit pas être confondu avec Anne Perry-Bouquet.
Anne Perry, nom de plume de Juliet Marion Hulme, née le 28 octobre 1938 à Blackheath (Londres) et morte le 10 avril 2023 à Los Angeles (Californie), est un écrivain britannique, auteur de plusieurs romans policiers qui se déroulent à l'époque victorienne.
En 1954, alors qu'elle est adolescente, elle est condamnée pour l'assassinat de la mère de sa meilleure amie, perpétré avec celle-ci, dans l'une des affaires criminelles les plus célèbres de Nouvelle-Zélande, l'affaire Parker-Hulme. En sortant de prison, elle reconstruit sa vie sous un pseudonyme et se consacre aussi à l'écriture. Son œuvre est marquée par les questions de crimes, souvent transposée dans une période révolue, et de rédemption.

## Biographie
Née en 1938 à Londres, Anne Perry est la fille d'Henry Hulme, astronome, physicien nucléaire et mathématicien et d'une mère de confession presbytérienne.
En 1944, quelques mois après la naissance de son frère, elle développe une bronchite et une pneumonie. Elle est laissée aux soins d'étrangers à Londres, éloignée de ses parents. En 1947, âgée de huit ans, elle est envoyée chez des amis de la famille aux Bahamas puis à Bay of Islands en Nouvelle-Zélande.
Le choix de son père d'accepter en 1948 sa nomination comme recteur de l'Université de Canterbury, proche de Christchurch (Nouvelle-Zélande), a certainement été influencé par la possibilité de faire soigner l'enfant dans un des nombreux sanatoriums réputés du pays (on trouve la trace de cette spécialisation dans l'œuvre de la néo-zélandaise Ngaio Marsh, autre reine du crime).
Scolarisée à la Christchurch Girls' High School, Anne Perry contracte la tuberculose à l'âge de treize ans. Son hospitalisation entraîne sa déscolarisation et elle ne peut recevoir aucun visiteur. Mais son amie Pauline Parker lui écrit tous les jours. Ses parents s'inquiètent de cette relation.
En 1954, elle trouve sa mère au lit avec un autre homme que son père. Peu de temps après, ses parents lui annoncent qu'ils vont divorcer, que son père a perdu son travail, et qu'elle va être envoyée chez sa tante en Afrique du Sud. Alors âgée de quinze ans, elle se tourne vers Pauline Parker qui décide de quitter la Nouvelle-Zélande avec elle. La mère de Pauline, Honora Rieper, s'y étant opposée, les deux filles planifient son assassinat. Le 22 juin 1954, elles l'attirent dans un parc à Christchurch et la tuent. L'affaire est très médiatisée dans le pays, où on la surnomme encore aujourd'hui « le meurtre le plus célèbre de Nouvelle-Zélande »,.
Condamnée, Juliet Hulme est envoyée à la prison de Mont Eden à Auckland. Elle y est la seule mineure et y séjourne cinq ans, en commençant par plusieurs mois de confinement solitaire. Elle raconte s'y être repentie et avoir trouvé de l'inspiration pour ses romans dans les récits des autres détenues. Libérée en 1959, elle change son nom pour celui d'Anne Perry, rejoint la religion mormone et revient dans son Angleterre natale où elle devient hôtesse de l'air.
Son besoin d'écriture semble avoir toujours existé, du moins dès les premières hospitalisations de son enfance, marquées par des échappées dans l'imaginaire (elle cite fréquemment Alice au pays des merveilles de Lewis Carroll). Mais il lui faut attendre une vingtaine d'années avant de voir ses efforts couronnés de succès, avec la publication en 1979 de L'Étrangleur de Cater Street, premier titre de la série « dont l'héroïne, Charlotte Ellison, est le vilain petit canard d'une famille bourgeoise. Lorsqu'une série de meurtres se produit dans son quartier, Charlotte décide d'enquêter, seule d'abord, puis avec l'aide de Thomas Pitt, un inspecteur de police. Anne Perry procède par petites touches, cloîtrant ses personnages dans des huis clos qui deviennent autant de mises en scène étouffantes de la société victorienne ». Ainsi, le temps ne semble pas avoir effacé toutes les blessures éprouvées dans sa jeunesse par Anne Perry, puisque tous ses romans policiers victoriens témoignent d'une révolte contre la « bienséance pudibonde dont s'affuble la bonne société victorienne » (selon les termes du Bulletin critique du livre français). Ses récits évoquent les questions morales de la faute, de la culpabilité, du repentir, de la responsabilité, et de la rédemption.
Sans délaisser sa « spécialisation victorienne » qui s'exerce dans une autre série amorcée en 1990 et ayant pour héros le détective privé William Monk, elle entreprend, en 2000, une nouvelle série policière Celie,  placée dans une autre période révolue en ayant pour cadre le Paris de la Révolution française, puis, en 2003, les enquêtes de Joseph et Matthew Reavley qui se déroulent pendant la Première Guerre mondiale. Profitant pleinement . Elle effectue également quelques incursions dans le domaine de la littérature fantastique et de la littérature d'enfance et de jeunesse.
En 2003, elle vit dans une petite communauté isolée en Écosse. Elle  meurt le 10 avril 2023, à 84 ans, à Los Angeles (Californie),.

## Œuvre

### Romans

#### SérieCharlotte Ellison et Thomas Pitt
Cette série a pour cadre le Londres des années 1880 et 1890. Les titres présentent la particularité d'indiquer la localisation géographique précise du (ou des) meurtre(s). En France, la série est parue en 10/18 dans la collection « Grands détectives ».
| Date de publication originale | Titre anglais                     | Titre français                   | Date de publication française |
| ----------------------------- | --------------------------------- | -------------------------------- | ----------------------------- |
| 1979                          | 01. The Cater Street Hangman (en) | L'Étrangleur de Cater Street     | 1997                          |
| 1980                          | 02. Callander Square              | Le Mystère de Callander Square   | 1997                          |
| 1981                          | 03. Paragon Walk                  | Le Crime de Paragon Walk         | 1997                          |
| 1981                          | 04. Resurrection Row              | Resurrection Row                 | 1998                          |
| 1983                          | 05. Rutland Place                 | Rutland Place                    | 1998                          |
| 1984                          | 06. Bluegate Fields               | Le Cadavre de Bluegate Fields    | 1999                          |
| 1985                          | 07. Death in the Devil's Acre     | Mort à Devil's Acre              | 1999                          |
| 1987                          | 08. Cardington Crescent           | Meurtres à Cardington Crescent   | 2000                          |
| 1988                          | 09. Silence in Hanover Close      | Silence à Hanover Close          | 2000                          |
| 1990                          | 10. Bethlehem Road                | L'Égorgeur de Westminster Bridge | 2001                          |
| 1991                          | 11. Highgate Rise                 | L'Incendiaire de Highgate        | 2001                          |
| 1992                          | 12. Belgrave Square               | Belgrave Square                  | 2002                          |
| 1993                          | 13. Farriers' Lane                | Le Crucifié de Farriers' Lane    | 2003                          |
| 1994                          | 14. The Hyde Park Headsman        | Le Bourreau de Hyde Park         | 2003                          |
| 1995                          | 15. Traitors Gate                 | Traitors Gate                    | 2003                          |
| 1996                          | 16. Pentecost Alley               | Pentecost Alley                  | 2004                          |
| 1997                          | 17. Ashworth Hall                 | Ashworth Hall                    | 2004                          |
| 1998                          | 18. Brunswick Gardens             | Brunswick Gardens                | 2005                          |
| 1999                          | 19. Bedford Square                | Bedford Square                   | 2006                          |
| 2000                          | 20. Half Moon Street              | Half Moon Street                 | 2006                          |
| 2001                          | 21. The Whitechapel Conspiracy    | La Conspiration de Whitechapel   | 2007                          |
| 2002                          | 22. Southampton Row               | Southampton Row                  | 2007                          |
| 2003                          | 23. Seven Dials                   | Seven Dials                      | 2007                          |
| 2006                          | 24. Long Spoon Lane               | Long Spoon Lane                  | 2008                          |
| 2009                          | 25. Buckingam Palace Gardens      | Buckingam Palace Gardens         | 2009                          |
| 2010                          | 26. Treason at Lisson Grove       | Lisson Grove                     | 2010                          |
| 2012                          | 27. Dorchester Terrace            | Dorchester Terrace               | 2012                          |
| 2013                          | 28. Midnight at Marble Arch       | Bryanston Mews                   | 2013                          |
| 2014                          | 29. Death On Blackheath           | L'Inconnue de Blackheath         | 2014                          |
| 2015                          | 30. The Angel Court Affair        | La Disparue d'Angel Court        | 2015                          |
| 2016                          | 31. Treachery at Lancaster Gate   | L'Attentat de Lancaster Gate     | 2016                          |
| 2016                          | 32. Murder on the Serpentine      | Un traître à Kensington Palace   | 2016                          |

#### SérieWilliam Monk
Cette série se déroule dans le Londres des années 1850 et 1860, et met en scène un trio de détectives : William Monk, ancien policier frappé d'amnésie et devenu détective privé ; Hester Latterly, une infirmière s'étant dévouée auprès de Florence Nightingale lors de la guerre de Crimée ; et Oliver Rathbone, avocat. Chacun des romans inclut de longues scènes de procès, qui laissent à penser que l'auteur s'est plus particulièrement adressée à des lecteurs friands de romans judiciaires. La traduction française est également publiée en 10/18 dans la collection « Grands détectives ».
| Date de publication originale | Titre anglais                                                                     | Titre français             | Date de publication française |
| ----------------------------- | --------------------------------------------------------------------------------- | -------------------------- | ----------------------------- |
| 1990                          | 1. The Face of a Stranger                                                         | Un étranger dans le miroir | 1998                          |
| 1991                          | 2. A Dangerous Mourning                                                           | Un deuil dangereux         | 1999                          |
| 1992                          | 3. Defend and Betray                                                              | Défense et Trahison        | 1999                          |
| 1993                          | 4. A Sudden, Fearful Death                                                        | Vocation fatale            | 2000                          |
| 1994                          | 5. The Sins of the Wolf                                                           | Des âmes noires            | 2000                          |
| 1995                          | 6. Cain His Brother                                                               | La Marque de Caïn          | 2001                          |
| 1996                          | 7. Weighed in the Balance                                                         | Scandale et Calomnie       | 2001                          |
| 1997                          | 8. The Silent Cry                                                                 | Un cri étranglé            | 2002                          |
| 1997                          | 9. Whited Sepulchres [titre britannique] ou A Breach of Promise [titre américain] | Mariage impossible         | 2002                          |
| 1999                          | 10. The Twisted Root                                                              | Passé sous silence         | 2003                          |
| 2000                          | 11. Slaves of Obsession                                                           | Esclaves du passé          | 2003                          |
| 2001                          | 12. Funeral in Blue                                                               | Funérailles en bleu        | 2004                          |
| 2002                          | 13. Death of a Stranger                                                           | Mort d'un étranger         | 2004                          |
| 2004                          | 14. The Shifting Tide                                                             | Meurtres sur les docks     | 2005                          |
| 2006                          | 15. Dark Assassin                                                                 | Meurtres souterrains       | 2006                          |
| 2009                          | 16. Execution Dock                                                                | Mémoire coupable           | 2009                          |
| 2010                          | 17. Acceptable Loss                                                               | La fin justifie les moyens | 2011                          |
| 2012                          | 18. A Sunless Sea                                                                 | Une mer sans soleil        | 2012                          |
| 2013                          | 19. Blind Justice                                                                 | Une question de justice    | 2013                          |
| 2014                          | 20. Blood on the Water                                                            | Du sang sur la Tamise      | 2014                          |
| 2015                          | 21. Corridors of the Night                                                        | Le Couloir des ténèbres    | 2015                          |
| 2016                          | 22. Revenge in a Cold River                                                       | Vengeance en Eau Froide    | 2016                          |
| 2017                          | 23. An Echo of Murder                                                             | Meurtre en écho            | 2017                          |
| 2018                          | 24. Dark Tide Rising                                                              | Marée Funèbre              | 2018                          |

#### SérieCelie
| Date de publication originale | Titre anglais      | Titre français             | Date de publication française |
| ----------------------------- | ------------------ | -------------------------- | ----------------------------- |
| 2000                          | The One Thing More | À l'ombre de la guillotine | 2004                          |
| 2001                          | A Dish Taken Cold  | Un plat qui se mange froid | 2002                          |

#### SérieJoseph et Matthew Reavley
Dernière en date des séries créées par Anne Perry, elle est annoncée comme devant compter cinq volumes. Elle met en scène quatre frères et sœurs (dont deux donnent leur nom à la série) pris dans une tourmente tragique à la veille de la Première Guerre mondiale.
| Date de publication originale | Titre anglais                    | Titre français            | Date de publication française |
| ----------------------------- | -------------------------------- | ------------------------- | ----------------------------- |
| 2003                          | No Graves as Yet: 1914           | Avant la tourmente        | 2005                          |
| 2004                          | Shoulder the Sky: 1915           | Le Temps des armes        | 2006                          |
| 2005                          | Angels in the Gloom: 1916        | Les Anges des ténèbres    | 2007                          |
| 2006                          | At Some Disputed Barricade: 1917 | Les Tranchées de la haine | 2008                          |
| 2007                          | We Shall Not Sleep: 1918         | À la mémoire des morts    | 2008                          |

#### SérieHistoires de Noël
Anne Perry a également entrepris une série de nouvelles policières, dont l'action se déroule pendant la période de Noël. Dans chaque nouvelle, un personnage secondaire issu de ses deux séries policières vedette mène l'enquête. On retrouve ainsi Lady Vespasia Cumming-Gould (de la série Pitt) dans La Disparue de Noël, Henry Rathbone (de la série Monk) dans Le Voyageur de Noël et dans L'Odyssée de Noël, la grand-mère Ellison (de la série Pitt) dans La Détective de Noël, Dominic Corde (de la série Pitt) dans Le Secret de Noël et enfin le commissaire Runcorn (de la série Monk) dans La Promesse de Noël.
| Publication (Royaume-Uni) | Titre anglais           | Titre français                 | Publication (France) | Détective                                    |
| ------------------------- | ----------------------- | ------------------------------ | -------------------- | -------------------------------------------- |
| 2003                      | A Christmas Journey     | La Disparue de Noël            | 2005                 | Lady Vespasia Cumming-Gould                  |
| 2004                      | A Christmas Visitor     | Le Voyageur de Noël            | 2006                 | Henry Rathbone                               |
| 2005                      | A Christmas Guest       | La Détective de Noël           | 2007                 | la grand-mère Ellison                        |
| 2006                      | A Christmas Secret      | Le Secret de Noël              | 2008                 | Dominic Corde                                |
| 2007                      | A Christmas Beginning   | La Promesse de Noël            | 2009                 | le superintendant Runcorn                    |
| 2008                      | A Christmas Grace       | La Révélation de Noël          | 2010                 | Emily Radley                                 |
| 2009                      | A Christmas Promise     | Un Noël plein d'espoir         | 2011                 | Gracie Phipps                                |
| 2010                      | A Christmas Odyssey     | L'Odyssée de Noël              | 2012                 | Henry Rathbone                               |
| 2011                      | A Christmas Homecoming  | Le Spectacle de Noël           | 2013                 | Joshua & Caroline Fielding                   |
| 2012                      | A Christmas Garland     | Un Noël à Kanpur               | 2014                 | Victor Narraway                              |
| 2013                      | A Christmas Candle      | Le Condamné de Noël            | 2015                 | Claudine Burroughs                           |
| 2014                      | A New York Christmas    | Un Noël à New-York             | 2016                 | Jemima Pitt                                  |
| 2015                      | A Christmas Escape      | Un Noël en Sicile              | 2017                 | James Latterly                               |
| 2016                      | A Christmas Message     | Un Noël à Jérusalem            | 2018                 | Lady Vespasia Cumming-Gould                  |
| 2017                      | A Christmas Return      | Le Curieux Noël de Mrs Ellison | 2019                 | Mariah Ellison, grand mère de Charlotte Pitt |
| 2018                      | A Christmas Revelation  | Un Noël au bord de la Tamise   | 2020                 | Worm (Monk)                                  |
| 2019                      | A Christmas Gathering   |                                |                      | Lady Vespasia Cumming-Gould                  |
| 2020                      | A Christmas Resolution  | Le Corbeau de Noël             | 2021                 | John Hooper                                  |
| 2021                      | A Christmas Legacy      | Un Noël à Eaton Square         | 2022                 | Gracie                                       |
| 2022                      | A Christmas Deliverance | La Fiancée de Noël             | 2023                 | Scuff                                        |
| 2023                      | A Christmas Vanishing   | Un Noël à la campagne          | 2024                 | Mariah Ellison, grand mère de Charlotte Pitt |

#### SérieDaniel Pitt
| Publication (Royaume-Uni) | Titre anglais            | Titre français              | Publication (France) | Collection                                                         |
| ------------------------- | ------------------------ | --------------------------- | -------------------- | ------------------------------------------------------------------ |
| 2017                      | Twenty One Days          | Un innocent à l'Old Bailey  | 2018                 | Paris, Éditions 10/18, coll. « Grands détectives » no 5444, 2018   |
| 2018                      | Triple Geopardy          | Le Manoir d'Alderney        | 2019                 | Paris, Éditions 10/18, coll. « Grands détectives » no 5467, 2019.  |
| 2020                      | One Fatal Flaw           | Le Brasier de Tooley Street | 2020                 | Paris, Éditions 10/18, coll. « Grands détectives », n° 5681, 2020. |
| 2021                      | Death with a Double Edge | Le Prix de l'orgueil        | 2021                 | Paris, Éditions 10/18, coll. « Grands détectives » no 5787, 2021.  |
| 2022                      | Three Debts Paid         | La Marque de l'injustice    | 2022                 | Paris, Éditions 10/18, coll. « Grands détectives » n°5875, 2022.   |
| 2023                      | The Fourth Enemy         | Les Chemins du pouvoir      | 2023                 | Paris, Éditions 10/18, coll. « Grands détectives » n°5982, 2023.   |

#### SérieElena Standish
| Publication (Royaume-Uni) | Titre anglais          | Titre français              | Publication (France) | Collection                                                         |
| ------------------------- | ---------------------- | --------------------------- | -------------------- | ------------------------------------------------------------------ |
| 2019                      | Death in Focus         | Dans l'œil du cyclone       | 2020                 | Paris, Éditions 10/18, coll. « Grands détectives » no 5673, 2020.  |
| 2020                      | A Question of Betrayal | Dans les bras de l'ennemi,  | 2021                 | Paris, Éditions 10/18, coll. « Grands détectives », no 5765, 2021. |
| 2021                      | A Darker Reality       | Dans l'ombre d'une espionne | 2022                 | Paris, Éditions 10/18, coll. « Grands détectives », no 5888, 2022  |
| 2022                      | A Truth To Lie For     | La Mort sur la conscience   | 2023                 | Paris, Éditions 10/18, coll. « Grands détectives », no 6000, 2023  |
| 2023                      | The Traitor Among Us   | Un traître en la demeure    | 2024                 | Paris, Éditions 10/18, coll. « Grands détectives » n°????, 2023    |

#### Autres romans
- Fashionable Funeral (1992)
- Naked Came the Phoenix (2001), roman écrit en collaboration avec 12 auteurs, dont Nevada Barr, Faye Kellerman et Val McDermid
- I'd Kill for That (2004), roman écrit en collaboration avec 12 auteurs, dont Rita Mae Brown, Lisa Gardner et Heather Graham
- The Sheen on the Silk (2010), roman traduit en français sous le titre Du sang sur la soie (2010)

#### Romans fantastiques
Anne Perry a aussi écrit deux romans de littérature fantastique, non traduits en français.
| Date de publication originale | Titre anglais   | Titre français          |
| ----------------------------- | --------------- | ----------------------- |
| 1999                          | Tathea          | non traduit en français |
| 1999                          | Shadow Mountain | non traduit en français |

### Ouvrages de littérature d'enfance et de jeunesse

#### SérieTimepiece
1. Tudor Rose (2011)
2. Rose of No Man's Land (2011)
3. Blood Red Rose (2012)
4. Rose Between Two Thorns (2012)

### Nouvelles
Anne Perry a également écrit une quinzaine de nouvelles policières, publiées dans diverses anthologies anglophones, et dont certaines ont été traduites et publiées dans des recueils en français.
- Digby's First Case (1988) Publié en français sous le titre Enquête mondaine, dans Histoires de morts sûres et méfaits divers, Paris, LGF, coll. « Le Livre de poche » no 9765, 1994
- The Escape (1996) Publié en français sous le titre L'Évasion, dans Petits crimes du temps jadis, Paris, Éditions du Masque, 2001
- The Profiteer (1996)
- The Blackmailer (1996), aussi titré A Matter of Blackmail Publié en français sous le titre Le Maître-chanteur, dans Meurtres et Passions, Paris, LGF, coll. « Le Livre de poche » no 17095, 1999
- The Watch Night Bell (1996) Publié en français sous le titre La Cloche de la veillée de Noël, dans Frissons de Noël, Paris, Éditions du Masque, 1998
- Whited Sepulchres (1997)
- An Affair of Inconvenience (1998)
- Heroes (1999) - Prix Edgar-Allan-Poe de la meilleure nouvelle Publié en français sous le titre Héroïsme, dans Meurtres et Obsessions, Paris, LGF, coll. « Le Livre de poche » no 17315, 2003
- The Christmas Gift (1999) Publié en français sous le titre Un présent pour Sherlock Holmes, dans Du sang sous le sapin, Paris, Éditions du Masque, 2001
- Price of Desire (2005)
- The Scroll (2011)

### Autre publication
- Letters From the Highlands (2004)

### Prix et récompenses
- Nomination au prix Agatha du meilleur roman en 1990 pour The Face of a Stranger.
- Nomination au prix Agatha du meilleur roman en 1992 pour Defend and Betray.
- Nomination au prix Edgar-Allan-Poe du meilleur roman en 1997 pour Pentecost Alley.
- Prix Edgar-Allan-Poe de la meilleure nouvelle en 2000 pour Heros.
- Nomination au prix Macavity du meilleur roman en 2001 avec Half Moon Street.
- Nomination au prix Agatha du meilleur roman en 2008 pour Buckingham Palace Gardens.

## Adaptations au cinéma de l'affaire Parker-Hulme
L'affaire Parker-Hulme a inspiré, en 1971, le film Mais ne nous délivrez pas du mal de Joël Séria et, en 1994, celui de Peter Jackson Créatures célestes, où elle est incarnée par Kate Winslet. 

### Mais ne nous délivrez pas du mal
En 1971, Joël Séria s'inspire de l'affaire pour réaliser son premier film, Mais ne nous délivrez pas du mal. Le film fait scandale à l'époque, la commission de contrôle du cinéma concluant : 

« Le thème, extrêmement audacieux en soi, a été exploité à fond et donne lieu à une œuvre que la Commission considère comme l'une des plus malsaines qu'elle ait eu à examiner en raison de la perversité, du sadisme et des ferments de destruction morale et mentale qui y sont contenus. L'ensemble de ces motifs conduit la Commission à proposer l'application d'une mesure d'interdiction totale de représentation dudit film. »

### Créatures célestes
En 1994, le réalisateur Peter Jackson décide à son tour de relater ce crime dans son film Créatures célestes. Le rôle de Juliet Hulme est interprété par Kate Winslet, dont c'est alors la première apparition au cinéma.
Anne Perry est alors une auteure à succès et un journaliste dévoile l'identité réelle de Juliet Hulme. Terrifiée à l'idée de perdre tout ce qu'elle a bâti, Perry est effondrée. Jusqu'à la veille de la sortie, personne ne l'avait prévenue de l'existence du film.